# Xã Silver Leaf, Quận Becker, Minnesota
Xã Silver Leaf (tiếng Anh: Silver Leaf Township) là một xã thuộc quận Becker, tiểu bang Minnesota, Hoa Kỳ. Năm 2010, dân số của xã này là 534 người.